# Plural Entertainment
A Plural Entertainment é uma produtora televisiva que surgiu da fusão entre a NBP e a Plural, em 2009. É detida pelo grupo Media Capital,  dona da TVI.

## História
A NBP (sigla para Nicolau Breyner Produções e, atualmente, chamada de Plural Entertainment) foi a primeira produtora audiovisual em Portugal. Fundada numa altura em que o mercado da produção no ramo da ficção portuguesa ainda era pouco explorado, Nicolau Breyner tentou revolucionar o mundo da televisão para quebrar a hegemonia das produções brasileiras que, na altura, em 1990, lideravam a preferência dos telespetadores. A primeira telenovela a ser realizada na era da NBP foi Cinzas (telenovela), em 1992,  que contou com um elenco de astros veteranos, mas que também deu a conhecer novas caras do mundo da representação. Seguiram-se sucessos como Verão Quente (telenovela), Desencontros e Roseira Brava. Em 1999, é dada a primeira afirmação na ficção nacional com a telenovela Todo o Tempo do Mundo da TVI. Em 2000, estreia a primeira novela a bater a ficção da TV Globo, Jardins Proibidos, a segunda novela produzida pela NBP e TVI. A relação entre as duas empresas é fortalecida e desde então que a NBP ficou responsável pela produção de todas as novelas do canal, como Olhos de Água, Anjo Selvagem, Saber Amar, entre outros sucessos da ficção em Portugal. Em outubro de 2001, a Media Capital, detentora da TVI, faz um investimento de 60%, que em 2007 foi reforçado para 70%. Em 2009 é criada a Plural Entertainment, que surge da fusão entre a NBP e a Plural, sendo totalmente detida pela Media Capital. Atualmente, é a maior produtora portuguesa, com uma produção anual de mais de 600 horas.
Na Direção Geral da Plural Entertainment estiveram:
- 2011 - 2013 - Maria Ana Borges de Sousa[2]
- 2013 - 2015 - Carlos Benito[3]
- 2015 - 2019 - Luís Cunha Velho
- 2019 - 2021 - Tiago Pires
- 2022 - atualmente  - Piet-Hein Bakker

## Direção
- Diretor-Geral - Piet-Hein Bakker
- Diretora de Produção e Conteúdos - Gabriela Sobral

## Produções
A Plural Entertainment é responsável por toda a produção de telenovelas, séries, minisséries e telefilmes da TVI. Também é responsável por alguns dos produtos de ficção da RTP. Na televisão por cabo, é encarregue da programação original de entretenimento da TVI Ficção. Em 2015, a Plural coleciona no seu portefólio um total de 173 produções, das quais 67 telenovelas, 21 séries, 9 minisséries e 76 telefilmes. A produção destes conteúdos é realizada em 8 estúdios de produção, numa aérea de 8700m². Recentemente, foi inaugurado um complexo na Quinta dos Melos, onde se localizam 6 dos 8 estúdios de produção. É também líder na exportação de conteúdos, emitidos em mais de 25 países, destacando-se a sua notoriedade nos mercados hispânicos, africanos e asiáticos.

### TVI
Algumas das produções mais conhecidas da TVI e realizadas pela Plural:
- Telhados de Vidro (1993)
- Jardins Proibidos (2000-2001)
- Nunca Digas Adeus (2001-2002)
- Filha do Mar (2001-2002)
- Olhos de Água (2001)
- Anjo Selvagem (2001-2003)
- Amanhecer (2002-2003)
- O Último Beijo (2002-2003)
- Morangos com Açúcar (2003-2012)
- Queridas Feras (2003-2004)
- Baía das Mulheres (2004-2005)
- Ninguém como Tu (2005)
- Mundo Meu (2005-2006)
- Dei-te Quase Tudo (2005-2006)
- Tempo de Viver (2006-2007)
- Fascínios (2007-2008)
- Ilha dos Amores (2007)
- A Outra (2008)
- Olhos nos Olhos (2008-2009)
- Flor do Mar (2008-2009)
- Feitiço de Amor (2008-2009)
- Deixa Que Te Leve (2009-2010)
- Meu Amor (2009-2010)
- Espírito Indomável (2010-2011)
- Anjo Meu (2011-2012)
- Remédio Santo (2011-2012)
- Doida por Ti (2012-2013)
- I Love It (2013)
- Destinos Cruzados (2013-2014)
- Belmonte (2013-2014)
- Mulheres (2014-2015)
- O Beijo do Escorpião (2014)
- Jardins Proibidos (2014-2015)
- A Única Mulher (2015-2017)
- Santa Bárbara (2015-2016)
- A Impostora (2016-2017)
- Ouro Verde (2017)
- A Herdeira (2017-2018)
- Jogo Duplo (2017-2018)
- Valor da Vida (2018-2019)
- A Teia (2018-2019)
- Amar Depois de Amar (2019)
- Prisioneira (2019-2020)
- Na Corda Bamba (2019-2020)
- Quer o Destino (2020)
- Amar Demais (2020-2021)
- Festa é Festa (2021-2025)
- Para Sempre (2021-2023)
- Rua das Flores (2022)
- Queridos Papás (2023-2024)
- Cacau (2024)
- A Fazenda (2024-2025)
- A Protegida (2025)

## Prémios Emmy Internacional
| Ano  | Nomeação       | Prémio                    | Categoria         | Resultado |
| ---- | -------------- | ------------------------- | ----------------- | --------- |
| 2010 | Meu Amor       | Prémio Emmy Internacional | Melhor Telenovela | Venceu    |
| 2012 | Remédio Santo  | Prémio Emmy Internacional | Melhor Telenovela | Indicado  |
| 2014 | Belmonte       | Prémio Emmy Internacional | Melhor Telenovela | Indicado  |
| 2015 | Mulheres       | Prémio Emmy Internacional | Melhor Telenovela | Indicado  |
| 2018 | Ouro Verde     | Prémio Emmy Internacional | Melhor Telenovela | Venceu    |
| 2020 | Na Corda Bamba | Prémio Emmy Internacional | Melhor Telenovela | Indicado  |
| 2021 | Quer o Destino | Prémio Emmy Internacional | Melhor Telenovela | Indicado  |
| 2023 | Para Sempre    | Prémio Emmy Internacional | Melhor Telenovela | Indicado  |